# Sistema europeo di trasferimento e accumulo dei crediti
Il sistema europeo di trasferimento e accumulo dei crediti (En: European Credit Transfer and Accumulation System, ECTS) è uno strumento standard per confrontare i crediti accademici, ovvero il "volume di apprendimento basato sui risultati di apprendimento definiti e sul carico di lavoro associato" per l'istruzione superiore nell'Unione europea e in altri paesi europei che collaborano. Per gli studi completati con successo vengono assegnati crediti ECTS. Un anno accademico corrisponde a 60 crediti ECTS che normalmente equivalgono a 1500-1800 ore di carico di lavoro totale, indipendentemente dallo standard o dal tipo di qualifica. I crediti ECTS vengono utilizzati per facilitare il trasferimento e la progressione in tutta l'Unione. L’ECTS comprende anche una scala di voti standard, destinata ad essere mostrata in aggiunta ai voti standard locali (cioè nazionali).